# 1306
Évszázadok: 13. század – 14. század – 15. század
Évtizedek: 1250-es évek – 1260-as évek – 1270-es évek – 1280-as évek – 1290-es évek – 1300-as évek – 1310-es évek – 1320-as évek – 1330-as évek – 1340-es évek – 1350-es évek
Évek: 1301 – 1302 – 1303 – 1304 –  1305 – 1306 – 1307 – 1308 – 1309 – 1310 – 1311

## Események
- március 25. – Robert Bruce lesz Skócia királya I. Róbert néven.
- június 19. – A methven-i csatában az angolok legyőzik a skót sereget.
- IV. Fülöp francia király kiűzi a zsidókat Franciaországból,[1] birtokaikat pedig elkobozza.
- I. Rudolf cseh király a nyugati határszélt dúlja, de a Németújváriak visszaverik.

## Születések
- III. Fülöp navarrai király

## Halálozások
- Jacopone da Todi ferences szerzetes, sequentia-szerző
- augusztus 4. – Vencel magyar, – III. Vencel néven – cseh és lengyel király (* 1289)

## Európai időjárás
A Balti-tenger nyugati része, Dánia és Svédország között is, befagyott.